# Thieu van Son
Thieu van Son (12 juli 1980) is een Nederlands voetballer en woont in Engelen.
Van Son heeft meegedaan aan de Paralympische Zomerspelen 2000 te Sydney en de Paralympische Zomerspelen 2004 te Athene. Hij is in 2008 ook uitgekomen voor Nederland op de Paralympische Zomerspelen in Peking in het team van het CP-voetbal.